# Affaire Sulzer
Pour les articles homonymes, voir Sulzer (homonymie).

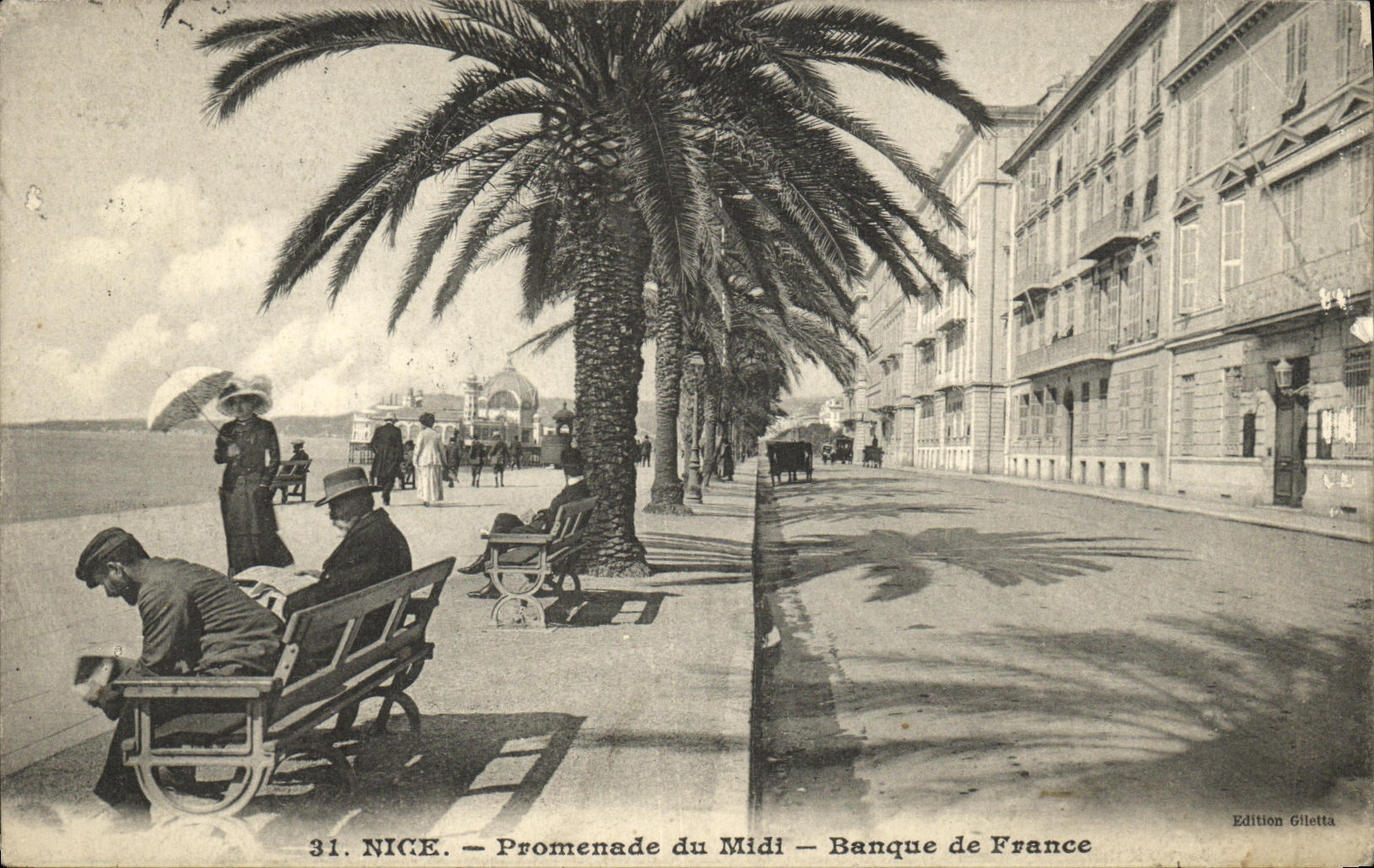
Le débouché de la rue Sulzer sur le quai du Midi vers 1900. La destruction du batument de la banque de France dans les années 1980 formant le terrain Sulzer.

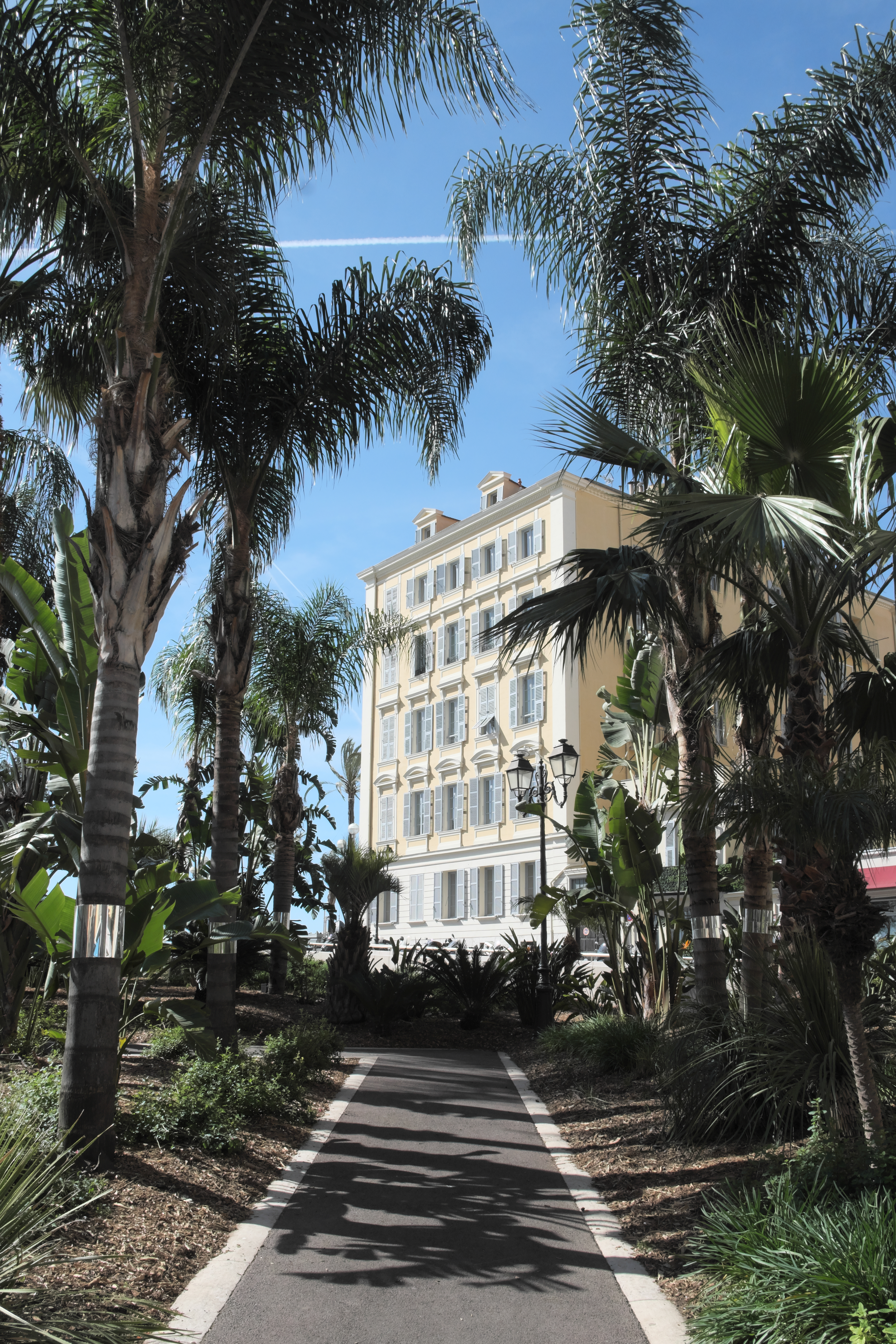
L'Esplanade Georges-Pompidou en 2023.

Sulzer est le nom d'un terrain de 2 700 m² situé entre l'opéra de Nice (dont il est séparé par la rue Sulzer) et l'hôtel Beau Rivage. En mars 2005, un appel d'offres est lancé pour l'édification d'un palace pour 70 millions d'euros. Quatre grands groupes internationaux y répondent.
Martial Meunier-Jourde, le directeur des relations internationales et du protocole de la mairie de Nice, et Daniel Véran, le directeur de la police municipale de Nice, sont soupçonnés d'être intervenus auprès du maire de Nice Jacques Peyrat, pour influer sur la désignation d'un candidat à la construction d'un palace sur la promenade des Anglais. En contrepartie, ils auraient eu la promesse d'une commission d'un million d'euros pour ce « service ».

## Protagonistes

### Martial Meunier-Jourde
Martial Meunier-Jourde était le directeur des relations internationales et du protocole de la mairie de Nice. Martial Meunier-Jourde fut un collaborateur de Michel Mouillot, ancien maire (UDF-PR) de Cannes, condamné à six ans de prison ferme pour corruption en 2005.
Martial Meunier-Jourde a reconnu une grande partie des faits lors de sa garde à vue. Pour lui, le chèque de 5 000 euros versés sur son compte ne serait qu'un prêt d'un ami,  pour acquérir une œuvre d'art. Pour la justice, le versement a plutôt l'allure d'un acompte sur la commission.
M. Meunier-Jourde aurait confirmé, devant les enquêteurs, avoir reçu cette promesse de commission d'un million d'euros de Gérard Agostini et René Agostini si l'affaire aboutissait.

### Daniel Véran
Daniel Véran, chef de corps de la police municipale de Nice,  est l'ancien garde du corps-chauffeur de Jacques Médecin, ancien maire RPR de Nice. Lors de sa garde à vue, Daniel Véran a contesté l'ensemble des faits qui lui sont reprochés.

### Michel Cardix
Vieil ennemi du procureur de la République de Nice Éric de Montgolfier, Michel Cardix est l'avocat de Martial Meunier-Jourde, le directeur des relations internationales et du protocole de la mairie de Nice.

### Milieu corse
« Le milieu corse apparaît en toile de fond », précise un enquêteur. l'apporteur d'affaires, était en contact avec deux figures corses des établissements de nuit niçois: Gérard Agostini et son fils René Agostini, dits proches du milieu corse et du gang de la Brise de mer, selon le Figaro et le Monde du 26 juin 2006. René Agostini comparaît actuellement devant la cour d'assises de Créteil pour complicité d'un double assassinat commis en 2001.
Il a utilisé les deux hommes comme intermédiaires  pour approcher M. Meunier-Jourde, directeur du protocole de la ville de Nice.

## Enquête
- En décembre 2005, Éric de Montgolfier, le procureur de la République de Nice, a ouvert très discrètement une information judiciaire pour « trafic d'influence, corruption et délit de favoritisme ».

- Martial Meunier-Jourde, le directeur du protocole du maire, et Daniel Véran, le directeur de la police municipale, ont été mis en examen et placés sous contrôle judiciaire le 22 juin 2006.